# Schichtenlehre (Jaspers)
Als Schichtenlehre nach Karl Jaspers wird der diagnostische Vorrang bestimmter Symptome beim Erstellen einer psychiatrischen Diagnose bezeichnet, die aus einer Vielzahl von Symptomen abzuleiten ist. Das triadische System der Psychiatrie kann dabei als eine Reihenfolge von hierarchisch gegliederten Schichten angesehen werden. Es handelt sich dabei um eine Veranschaulichung. Bei einer Vielzahl unterschiedlicher Krankheitssymptome liegen diese Schichten wie Ebenen übereinander. Die verschiedenen Schichten sind von oben nach unten vertreten durch die 
1. Neurotischen Symptome als Variation der Persönlichkeit, ihrer Entwicklung und ihres situationsbedingten Erlebens und Verhaltens
2. Endogenen Symptome, wie sie für die Formenkreise der Zyklothymie und Schizophrenie maßgeblich sind
3. Organisch begründbare Symptomatik (hirneigene und hirnbeteiligende Symptomatik).

Den Ausschlag für die Diagnose gibt die in jedem Einzelfalle nachzuweisende Symptomatik der tiefsten bzw. untersten organischen Schicht (dritte Schicht), der ein jeweiliges Symptom zuzuordnen ist. Es wird dabei angenommen, dass die eher kausal wirksamen Krankheitsursachen als ausschlaggebend zu betrachten sind. Endogene Symptome (zweite Schicht) haben eine Zwischenstellung zwischen den eindeutig organischen Krankheitsursachen der dritten Schicht und den nur verständlichen Symptomen der ersten Schicht. Gerd Huber sieht in der Schichtregel auch einen Hinweis auf das Konzept der Einheitspsychose mit einer kontinuierlichen Übergangsreihe vom manisch-depressiven zum schizophrenen Pol.